# Rocchette di Fazio
Ne doit pas être confondu avec Rocchette.
Rocchette di Fazio est une frazione située sur la commune de Semproniano, province de Grosseto, en Toscane, Italie. Au moment du recensement de 2011 sa population était de 27 habitants.

## Géographie
Rocchette di Fazio est un petit village médiéval situé sur une falaise calcaire, à environ 3 km à l'ouest de Semproniano, aux portes de la réserve naturelle du Bois de Rocconi.

## Monuments
- Église Santa Cristina, ancienne piève (XIIIe siècle)
- Église Santa Maria della Consolazione (XVIe siècle)
- La Rocca aldobrandesca
- Les murailles de Rocchette di Fazio